# Nami
Nami (ナミ, Nami, também conhecida como Nami a Gatuna), é uma personagem fictícia do mangá e anime One Piece criada por Eiichiro Oda. Nami é introduzida na narrativa como uma aliada oportunista do protagonista Monkey D. Luffy mas que possui motivos nobres por trás de suas ações ambíguas. Após Luffy ajudá-la a resolver seus assuntos pessoais derrotando o tritão Arlong, Nami entra oficialmente para sua tripulação dos Piratas do Chapéu de Palha onde atua como navegadora graças a seu conhecimento meteorológico. Nami possui um sonho, assim como seus companheiros, e almeja cartografar o primeiro mapa-múndi. Quando necessário ela luta usando seu bastão Bō que é capaz de controlar o clima.
Nami foi umas das primeiras personagens desenvolvidas por Eiichiro Oda, com protótipos dela aparecendo em seus trabalhores anteriores. Inicialmente ela seria a primeira tripulante a se juntar a Luffy, mas acabou sendo a segunda no produto final depois de Zoro. Com a crescente popularidade de One Piece, Nami veio a se tornar uma de suas personagens mais populares e reconhecidas, um feito de destaque para uma personagem que luta pouco em um mangá com lutas em foco. Muito elogiada não só por sua personalidade mas também pela beleza, Nami já foi alvo de críticas por sofrer momentos de grande sexualização e fanservice exagerado, especialmente no anime.

## Criação e concepção
A criação de Nami começou com o one-shot Romance Dawn, uma história que serviu de base para o início do que viria a ser One Piece. Nessa história, Luffy conhece uma garota chamada Silk. Ela já apresentava um passado similiar ao que seria usado de Nami, com piratas subjulgando sua cidade. Pouco tempo depois a história foi relançada sobe o título de Romance Dawn, version 2 agora apresentando a personagem Ann. Por sua vez, Ann já demonstrava um temperamento similiar ao de Nami mas não se juntava à tripulação de Luffy. Depois dessas duas tentativas, Oda veio a conceber a versão definitiva de Nami. Em planejamentos iniciais, Nami seria a primeira companheira de Luffy, mas acabou sendo a segunda quando o mangá veio a ser publicado. Um resquício dessa ideia é a presença de Nami na capa do capítulo 1 apesar de ela só ser introduzida no capítulo 8. Em rascunhos do autor ainda foi revelado que Nami seria uma personagem mais ativa em combates e usaria um grande machado de guerra. Ela também teria um braço e um pé mecânicos. Falando sobre sua aparência física, Oda revelou que Nami seria sueca caso One Piece se passasse no mundo real.

## Características do personagem

### Aparência
Em entrevista, Eiichiro Oda revelou que a cor primária de Nami e todo seu material promocional é laranja. Nami é conhecida por ter um grande senso de moda e estar em constante troca de roupas, diferenciando-a de outros personagens que possuem vestimenta padrão. Quando é introduzida ela veste uma camisa branca com listras azuis e uma minissaia laranja com dois anéis brancos desenhados. Dois anos depois, na progressão narrativa, ela aparece vestindo um biquíni verde com listras brancas, calças jeans e constantemente usa brincos brancos. Nami começa a história com cabelo curto e ele vai crescendo até quase atingir sua cintura. Ela mantém a bússola Log Pose presa ao seu pulso esquerdo para navegar.
Durante seu tempo servindo aos Piratas do Arlong, Nami teve de tatuar o símbolo do grupo em seu ombro esquerdo. Após deixar o grupo e se juntar aos Chapéus de Palha, ela tatua por cima um catavento com uma tangerina em uma das pontas para representar sua família. Essa nova tatuagem é preta no mangá e azul no anime.

### Personalidade
Nami é primariamente caracterizada por ser gananciosa. Ela era uma ladra profissional e mesmo quando abandona seus hábitos de roubo, continua tendo mais interesse nas missões que lhe darão lucro. Sua obsessão por dinheiro parte das condições financeiras que ela enfrentou na infância e as constantes tributações que o vilão Arlong impunha em sua cidade. Sua avareza costuma ser utilizada para efeitos cômicos dentro da série, bem como seu lado covarde perante inimigos e monstros muito poderosos. Ainda que seja uma amante de dinheiro e tesouros, Nami não deixa que sua cobiça venha a frente do seu apreço pela vida. Ela abre mão de suas posses pelo bem não só de seus companheiros, mas também de estranhos necessitados. Ela é muito empática e chora pela dor dos outros. Tendo sido adotada quando recém-nascida e eventualmente visto sua mãe morrer para salvá-la, Nami possui um grande senso maternal e nunca deixa crianças ou bebês sozinhos.
Os anos que Nami sofreu trabalhando para Arlong criaram muitas memórias doloridas e formaram alguns preconceitos em sua cabeça. De início, ela odeia piratas e acredita que todos são universalmente maus. É somente após ter sido defendida e acolhida por Luffy que ela aceita que nem todo pirata busca violência. Nami também desconfiava e temia a raça dos homens-peixe, a qual Arlong pertence, mas eventualmente consegue se desfazer desse pensamento conforme conhece outros indivíduos em sua jornada.
Um outro traço notável em Nami é sua vaidade. Ela se afirma como linda e fofa e sabe que muitos homens a veem da mesma maneira, o que aumenta seu ego. Ela não é modesta quando fala da própria beleza e gosta de agir de forma sensual, usando roupas reveladoras ou trajes de banho cotidianamente e até mesmo posando para suas fotos em cartazes de procurada. Apesar de seu caráter exibicionista, Nami detesta ser objetificada ou criticada pela forma que decide tratar seu próprio corpo.

### Poderes e habilidades
Nami é uma membro essencial dos Chapéus de Palha devido às suas habilidades como navegadora. Nos mares da Grand Line onde cada ilha possui seu próprio campo eletromagnético, é Nami quem guia a tripulação. Desde pequena ela gosta de desenhar mapas e cresceu estudando geografia, batimetria e meteorologia para que um dia possa criar o primeiro mapa-múndi. Ela é capaz de analisar e prever o clima com muita precisão, bem como seus efeitos nos mar. Devido aos muitos anos que viveu como ladra, Nami é uma ótima batedora de carteira e sabe roubar pequenos objetos sem ser detectada com relativa facilidade.

Nami segurando seu Sorcery Clima-Tact em sua forma retraída

Em combate, Nami de início utiliza um bastão Bō articulado para se defender. Conforme seus desafios foram crescendo, ela recebeu de Usopp um bastão metálico chamado Clima-Tact (天候棒, Kuraima Takuto). O Clima-Tact, assim como o primeiro bastão articulado de Nami, é dividido em três segmentos cada um com um botão capaz de emitir bolhas com propriedades climáticas; calor, frio e eletricidade. Além de atacar com as próprias bolhas, Nami também as combina em técnicas que ela chama de Tempo. Com seus Tempo ela consegue criar ciclones, nevoeiros, lanças de trovão e miragens. Mais tarde Usopp melhora a arma para a versão Perfect Clima-Tact ao adicionar aparelhos chamados Dials em cada segmento do bastão. Fora o aumento de poder em seus Tempos já existentes, Nami também desenvolve a capacidade de criar nuvens e chuva. Após dois anos estudando climatologia na ilha do céu Weatheria, Nami incorporou mais ainda a tecnologia Dial ao seus conhecimentos para criar o Sorcery Clima-Tact. Esse novo modelo é maior que os anteriores e não segmentado. Além das bolhas e dos Tempos, ele também produz ovos que racham contendo fenômenos climáticos. Com ele Nami também se mostrou capaz de criar neve, correntes de ar pressurizado e nuvens marítimas (que formam o mar das ilhas do céu). Mais tarde o Sorcery Clima-Tact recebeu upgrades de Usopp para permití-lo se esticar a longas distâncias. O estilo de combate de Nami recebeu o nome oficial de Arte do Clima (天候術, Tenkō-jutsu) em um databook.
O último aumento de poder que Nami recebeu veio quando ela adquiriu Zeus, uma nuvem senciente que pertencia à imperadora Big Mom. Ela primeiro o capturou e o convenceu a ser seu servo, mas ele decide ficar com Nami por si próprio depois de ser descartado por sua antiga dona. Zeus por si só é capaz de desferir ataques elétricos poderosíssimos e sua força pode ser aumentada com os ovos de trovão do Sorcery Clima-Tact. Zeus ficava armazenado dentro do bastão mas depois se fundiu à arma.

## História
A primeira parte de One Piece se passa na metade dos mares da Grand Line chamada Paraíso por serem muito mais tranquilos e com mais influência da marinha. Já a segunda parte ocorre no chamado Novo Mundo onde vivem os piratas mais fortes de todos.

### Paraíso
Nami ainda bebê foi encontrada em uma zona de guerra por uma menina chamada Nojiko e ambas foram resgatadas e adotadas pela marinheira Bell-mère. Ela as criou em sua casa, a Vila Cocoyashi, onde se tornaram uma família. Nami cresceu desenvolvendo um gosto por desenhar mapas mas como sua condição financeira só lhe fornecia o básico necessário, ela roubava dinheiro de outros moradores para comprar livros e estudar cartografia. Quando o pirata homem-peixe Arlong e seu bando conquistaram a Vila Cocoyashi e outras ao redor, eles impuseram uma taxa de tributos mais alta do que a casa de Nami conseguiria pagar, com a morte sendo a penalidade aos não pagantes. Bell-mère então deixa o restante de seu dinheiro para suas filhas viverem e é assassinada por Arlong. O pirata ainda descobre os mapas de Nami e a força a ser sua cartógrafa, caso contrário ele mataria todos da vila. Se um dia Nami conseguisse juntar 100 milhões de berry (o dinheiro fictício da obra), Arlong sairia de lá.
Anos mais tarde, Nami continua sua missão de conseguir dinheiro para libertar seu povo. Ela rouba um mapa do pirata Buggy e logo em seguida se depara com o protagonista Monkey D. Luffy. Apesar de seu desdenho por piratas, Nami forma uma aliança com Luffy para derrotar Buggy e finge ser sua companheira enquanto ele forma sua tripulação dos Chapéus de Palha. Ela eventualmente rouba o dinheiro deles e volta para sua vila mas é perseguida por Luffy. Os Piratas de Arlong e os Chapéus de Palha entram em conflito e Nami descobre que Arlong nunca planejava cumprir sua promessa; ele na verdade trabalhava com marinheiros corruptos para incobrir seus crimes. Em um momento de fragilidade, Nami finalmente se abre para Luffy e pede sua ajuda contra Arlong. Ele derrota o vilão e Nami aceita ser sua tripulante. Ela guia o bando para os mares da Grand Line onde começam sua busca pelo tesouro lendário One Piece ao mesmo tempo em que ela própria inicia seu mapa-múndi.
Eles logo se aliam à princesa Nefertari Vivi para ajudá-la a libertar seu reino do Shichibukai Crocodile, um pirata afiliado ao Governo Mundial que abusava de seu poder. No caminho Nami fica doente e o grupo para nas Ilhas Drum onde ela convida o médico Tony Tony Chopper a entrar na tripulação. Em Alabasta, o reino de Vivi, os Chapéus de Palha colidem contra a Baroque Works de Crocodile em um combate onde Nami se vê obrigada a lutar sozinha contra a oficial Miss Doublefinger. Nami é vitoriosa e Alabasta é salva. Quando a antiga vilã Nico Robin se junta à tripulação, ela e Nami juntas conseguem levar o grupo até Skypiea, uma ilha no céu. Conforme o navio do bando fica danificado além de reparos na cidade de Water 7, Robin os abandona para mantê-los a salvo de assassinhos do governo que a perseguiam. Os Chapéus de Palha a seguem até o centro judiciário Enies Lobby e derrotam seus inimigos, com Nami em particular vencendo Kalifa e recebendo sua primeira recompensa de procurada por isso.
Em direção à última parada na primeira metade da Grand Line, o arquipélago Sabaody, os Chapéus de Palha atracam em Thriller Bark onde Nami se torna amiga de Lola e a auxilia no confronto contra o Shichibukai Gecko Moria. Em Sabaody, Nami se reencontra com Hatchan, um antigo subordinado de Arlong, e consegue perdoá-lo por seus crimes. Quando Luffy defende Hatchan de um nobre, o Shichibukai Bartholomew Kuma aparece e envia os Chapéus de Palha para diferentes partes do mundo. Nami cai em uma outra ilha do céu chamada Weatheria. Enquanto procurava como voltar para seus amigos ela descobre que Luffy falhou em impedir que seu irmão Ace fosse executado pela marinha. Conforme seu capitão envia uma mensagem para toda sua tripulação ordenando que se reunissem em Sabaody após ficarem mais fortes pelos próximos dois anos, Nami começa a estudar as artes climáticas de Weatheria.

### Novo Mundo
Após os dois anos de treinamento, os Chapéus de Palha se reencontram em Sabaody e partem para a submarina Ilha dos Homens-Peixes. Nami conhece Jinbe, o responsável por deixar Arlong livre em sua vila, mas não tem nenhum ressentimento por ele e nem pelos homens-peixes. Ela então decide ajudá-lo a deter Hody Jones, um homem-peixe que carregava o mesmo pensamento racista de Arlong. O bando depois emerge em Punk Hazard onde Nami descobre que o cientista Caesar Clown realizava experimentos em crianças e resolve resgatá-las, deixando-as em segurança com a marinha no final do conflito. Ela ainda permanece cuidando do jovem samurai Momonosuke do país de Wano quando ele e seu guarda Kin'emon se aliam aos Chapéus de Palha. Seguindo para Dressrosa para derrubar o Shichibukai Donquixote Doflamingo, o bando se vê obrigado a se dividir quando são atacados de surpresa pela imperadora do mar Big Mom. Nami conduz parte da tripulação para Zou onde os lacaios de Big Mom sequestram Sanji. Quando o grupo se reune e Nami conta a Luffy o que aconteceu, eles com metade do bando vão resgatar Sanji e a outra metade vai para Wano. Nami descobre que Lola era uma das filhas de Big Mom e percebe que um artefato que ela havia lhe dado pode ser usado contra os homies, objetos que ganharam vida pelo poder da imperadora. Dessa forma ela e Luffy conseguem chegar até Sanji e ainda se juntam ao pirata Capone Bege numa tentativa malsucedida de matar Big Mom. Enquanto fugiam do território inimigo, Nami rouba o homie Zeus.
Chegando em Wano, Nami adota o disfarce de Onami e se junta a ninja Shinobu para espiar o exército do imperador Kaido. Conforme a aliança de Luffy contra Kaido se mobiliza para Wano e todas as preparações são concluídas, eles atacam seus inimigos durante uma noite de festival. Nami se encontra com Big Mom durante a confusão e perde Zeus, porém mais tarde ele mesmo decide voltar para Nami quando sua criadora o descarta. Tendo o poder de Zeus novamente, Nami luta contra Ulti, uma pirata da alta hierarquia de Kaido, e a derrota.

## Aparições em outras mídias
Sendo uma das primeiras personagens principais a serem introduzidas, Nami sempre foi destaque nas outras mídias de One Piece. Ela aparece em todos os filmes da franquia, sendo destaque por exemplo em Strong World onde ela se torna alvo do vilão Shiki por conta de suas habilidades como navegadora. Sua história com Bell-mère até sua entrada nos Chapéus de Palha foi remasterizada no especial de TV "Episode of Nami" em 2012. No curta Kyutai Panic Adventure! (球体パニックアドベンチャー!, Kyutai Panikku Adobencha!), Nami e os Chapéus de Palha enfrentam os Piratas de Arlong enquanto Luffy e o Astro Boy ajudam Goku a lutar contra Freeza. Já na sequência Kyutai Panic Adventure Returns! (球体パニックアドベンチャーリターンズ!!!, Kyutai Panikku Adobencha Ritanzu!!!), Nami junto de Usopp e Chopper resgatam Ryotsu Kankichi, de KochiKame, quando ele se torna vítima da luta entre Luffy e Goku contra Enel. No especial Dream 9, o elenco de One Piece disputa uma corrida contra o de Dragon Ball e Toriko. Durante a corrida, Nami e Rin evitam as perversões de Brook e do Mestre Kame. Nami aparece na série em live action de One Piece produzida pela Netflix. Em um tweet, a empresa se manifestou que a nacionalidade de Nami poderia ser sueca como planejada por Oda, mas eventualmente foi escalada a atriz estadunidense Emily Rudd.
No jogo de tabuleiro digital para GBA One Piece: Aim! The King of Belly, inspirado por Monopoly, Nami funciona como banqueira e protege metade do dinheiro que o jogador possuir. No mundo dos videogames Nami não só aparece nos jogos de sua própria obra como também a representa em muitos crossovers. Ela é uma personagem jogável nos títulos Jump Super Stars e sua sequência Jump Ultimate Stars de Nintendo DS. Também apareceu como uma lutadora em Battle Stadium D.O.N que apresenta personagens de Dragon Ball, One Piece e Naruto. Nami ainda aparece em jogos para celular como o One Piece Bon! Bon! Journey!! lançado em 2020.
Nami também já foi mostrada em outros mangás. Em Cross Epoch, os personagens principais de One Piece e Dragon Ball formam duplas para chegar na festa do chá de Shenlong. Nami aparece junto de Bulma como ladras espaciais. Ela aparece no capítulo especial A Magnificent Banquet de Shokugeki no Soma para um banquete ao lado de outras heroínas da revista Shōnen Jump. Uma piada recorrente de Shokugeki no Soma é seus personagens se despirem após provarem uma comida deliciosa. No capítulo especial as garotas da Jump tentam resistir a isso; Nami e Kagura, de Gintama, falham. Nami estrela o primeiro capítulo da light novel One Piece novel HEROINES, publicada na revista One Piece Magazine e focada nas personagens femininas do mangá. Intitulado "episode: NAMI - The shoe must go on!", o capítulo mostra Nami ajudando o estilista Lebno Listchaque em seu desfile de moda. O mangaká Boichi criou o one-shot "Nami vs Kalifa" onde ele desenhou a luta entre as duas utilizando seu próprio estilo artístico.
Nami já foi citada por bandas e também recebeu músicas próprias. Ela canta sobre corações terem mapas não finalizados em "Betweend the Wind" e sobre seus novos amigos em "MUSIC". Já a canção "A Thousand Dreamers" mostra os Chapéus de Palha cantando enquanto viajam pelo Thousand Sunny após dois anos separados. A tripulação ainda é destaque na música "A-ra-shi: Reborn" da boy band japonesa Arashi. No clipe oficial, a banda e os Chapéus de Palha se aventuram juntos e depois se apresentam em um palco.

## Recepção

### Popularidade e críticas
Nami é uma personagem muito popular dentre os leitores japoneses e sempre apareceu no top 10 das enquetes de popularidades realizadas no mangá. A posição mais alta que já alcançou foi o quinto lugar e a mais baixa o oitavo. Na pesquisa aberta para fãs de todo o mundo, ela esteve em terceira colocação no ranking geral. Foi a personagem com o maior números de votos nos rankings da Oceania, América Latina, Caribe e Europa. Em um programa de TV japonês, durante 2017, foi feita uma votação com telespectadores de temática "heroínas mais esplêndidas em anime". Nami foi votado a oitava do Período Shōwa e a primeira do Período Heisei. O grupo The Society for the Promotion of Japanese Animation (SPJA), organizador de eventos e feiras de cultura japonesa nos Estados Unidos, premiou Nami, em 2008, como a quarta melhor personagem feminina de animes. Em uma pesquisa com 1003 fãs masculinos realizada pela empresa jornalística japonesa My Navi, Nami ficou em primeiro lugar como a melhor personagem feminina de One Piece com 30,1% dos votos.
A sensualidade da personagem também é alvo de críticas, tanto positivas quanto negativas. Ela foi nomeada a sexta mulher mais sexy dos animes pelo WatchMojo.com. Do lado contrário, muitos afirmam que a personagem é hipersexualizada e criticam a maneira como Eiichiro Oda a desenha; busto muito grande e cintura muito fina. A capa do capítulo 916 apresenta os Chapéus de Palha se divertindo na praia, Nami em destaque posando de biquíni. Analisando essa imagem, o site Critical Hits disse que "Oda desenhando Nami de uma forma bastante sexualizada já não é novidade para mais ninguém, mas tem horas que ele passa dos limites". Já o Ei Nerd disse que uma cena de Nami em uma casa de banho no episódio 931 do anime fez com que os fãs ignorassem as informações importantes acontecendo e só focassem no fan service. Comentando sobre a polêmica, Eiichiro Oda diz que está ciente das críticas mas que adotou esse design por ser mais simples e rápido de desenhar.

### Impacto cultural

Chiaki Inaba se apresentando na Jump Festa 2002.

Chiaki Inaba, a esposa de Eiichiro Oda, é uma ex-cosplayer e modelo que costumava se vestir de Nami. Ela e Oda se conheceram durante a Jump Festa 2002 onde ela se apresentava vestida da personagem no palco de One Piece. Nami aparece usando um vestido com estampas do símbolo da Vila da Folha na capa do capítulo 766 de One Piece em uma arte de Oda homenageando o lançamento do último capítulo de Naruto em 2014. A arte mostra Nami como garçonete servido lámen para Naruto Uzumaki, Luffy e Chopper. Após o desastre dos terremotos no Japão de 2011, Nami e os Chapéus de Palha apareceram em mensagens de apoio à população. Nami recebeu uma estátua de bronze no distrito de Aso da província Kumamoto, região onde Eiichiro Oda nasceu, como parte de uma iniciativa em homenagem ao criador da obra que doou uma quantidade considerável de dinheiro à sua terra natal após a devastação do terremoto de 2011. A estátua, que se encontra na Vila Nishihara, teve em sua inauguração um concerto do colégio local e está cercada por cataventos e tangerinas.
Nami aparece anualmente no parque Universal Studios Japan para o espetáculo One Piece Premier Show, bem como em outras atrações relacionadas a  One Piece. Ela tinha sua própria atração chamada Nami's Casino House no parque temático da franquia, Tokyo One Piece Tower, que foi fechado em 2020. O também já fechado parque indoor da Shōnen Jump, J-WORLD Tokyo, possuia brinquedos e passeios contendo a imagem de Nami. Uma parceria entre One Piece e o grupo de artistas programadores TeamLab resultou na criação de uma exposição interativa de arte digital chamada Digital Art Island Adventure, sediada em Tóquio. Nessa exposição os visitantes acompanham a batalha de Luffy, Nami e os Chapéus de Palha contra um personagem original, o Doutor Bolam. Nami ainda foi interpretado pela atriz Shunen Ichikawa na peça de teatro kabuki "Super Kabuki II: One Piece" lançada em 2015. Ela aparece no segmento de Sabaody. Uma versão estudantil de Nami aparece nos comerciais da campanha "Hungry Days" feita pela Nissin para promover seu macarrão instantâneo. Nami tem um comercial próprio onde ela estuda para ser uma navegadora e trabalha no restaurante de Arlong. Em 3 dezembro de 2023 foi realizada uma colaboração entre One Piece e o time Los Angeles Rams de futebol americano no estádio SoFi Stadium. Dentre os clipes mostrados no telão anelar do estádio estavam cenas de Nami.